# Nicolas-Auguste Leisnier
Nicolas-Auguste Leisnier (1787-1858) est un graveur français spécialisé dans le burin.

## Parcours
Né à Paris, Leisnier est l'élève de Charles Samuel Girardet et de Louis Michel Halbou, dont il fut sans doute l'apprenti : il se spécialise dans le burin et ouvre un atelier-boutique où il se dit « imprimeur en taille-douce » au 22 rue du Cloître-Saint-Benoît (disparue en 1855), située en plein quartier parisien des vendeurs d'estampes.
En 1834, il est nommé chevalier de la Légion d'honneur.
Il meurt en son domicile, à Clamart, 32 rue de Trozy, en 1858.

## Œuvre gravé
- « Les Monuments de Paris », motifs pour toiles dessinés par Hippolyte Lebas et produits par Christophe-Philippe Oberkampf, Jouy-en-Josas, 1816-1818.
- Voyage dans le Levant en 1817 et 1818, par M. le Comte de Forbin, Paris, Imprimerie royale, 1819.
- Nombreuses planches pour la Description de l'Égypte, Paris, Panckoucke, 1821-1826 [2e édition] - L. reprend entre autres les dessins d'Edme François Jomard.
- Série de vases, à la suite d'une commande du roi Frédéric-Guillaume III de Prusse, 1822
- « Rabelais » (en-tête gravé avec François Forster d'après Achille Devéria), Paris, Dalibon/Imprimerie de Jules Didot ainé, 1823.
- La Fornarina, d'après Raphaël, 1846.
- Planches pour les « Monuments d'Orange » (Chalcographie du Louvre).
- Planches pour Histoire des usages funèbres et des sépultures des peuples anciens d'Ernest Feydeau, Paris, Gide et J. Baudry, 1856-1858.